# Gummagatta, Pavagada
Gummagatta là một làng thuộc tehsil Pavagada, huyện Tumkur, bang Karnataka, Ấn Độ.